# Старотимошкино
Старотимошкино (чув. Кивĕ Тимушкел тат. Зөябаш) — посёлок городского типа в Барышском районе Ульяновской области России.
Расстояние до административного центра 33 км. Расстояние до ближайшей железнодорожной станции 18 км, по обе стороны реки Малая Свияга.

## История
Село Старотимошкино основано приблизительно в 1660 году, для охраны от проникновения восточных племён на территорию Московского государства, на подступах к Симбирску и Симбирской черте.
В этом селе, до появления татар,  на левой стороне р. Малой Свияги, жили служилые чуваши, названной деревней Иртушкиной. На правой стороне реки царское правительство поселило служилых татар, названной деревней тат. Зия-Баши и чув. Сĕве Пуçĕ.
Первоначальное название деревни Иртушкино связано с личным чувашским именем Иртуш которому принадлежали вледения и называлось чув. Иртушел.
Поселение сменило название когда было перекуплено чувашом по имени Тимуш (верх.гов. Тимош , ср.н. Тимеш) все чувашские поселения с окончанием "ел" означают принадлежность деревни к какому либо человеку во владениях которого находились данные угодья. Об этом говорит и русское окончание -кино т.е. Тимошкино село - Поселение принадлежащее Тимошу.
В 1708 году деревня Старая Тимошкина вошла в состав Симбирского уезда Казанской губернии (1708—1781).
В 1780 году деревня Старая Тимошкина, служилых татар, вошла в состав Тагайского уезда Симбирского наместничества. В этой же деревне жили под названием деревни Иртушкиной, служилых чуваш, деревни Мостеевки, служилых татар, деревни Алексеевки, служилых татар. В которых жило: в д. Старая Тимошкина — 454 человека, в д. Иртушкиной — 4, в д. Мостеевки — 8, в д. Алексеевки — 33.
К началу XIX века все чуваши ассимилировались полностью под татар, через принятие магометанства, о чем докладывали в Москву.
В 1802 году Старая Тимошкина вошла в состав Сенгилеевского уезда Симбирской губернии.
В 1859 году село Старо-Тимошкино находилось в 3-м стане Сенгилеевского уезда Симбирской губернии, в котором в 330 дворах жило 4089 человек, имелось: 6 магометанских мечетей, сельское училище, суконная фабрика, поташный завод.
В 1913 году деревня Старое Тимошкино, административный центр Старотимошкинской волости, в которой было: 5 мечетей, 6 медресе, волостное правление, больница, почтово-телеграфное отделение, базар, суконная фабрика Ю. С. Акчурина, товарищество суконных мануфактур Акчуриных. В ней, в 1100 дворах, жило 6543 человека.
В 1918 году суконная фабрика была национализирована.
В 1947 году село преобразовано в рабочий поселок.

## Население
| 1970  | 1979  | 1989  | 2002  | 2009  | 2010  | 2012  |
| ----- | ----- | ----- | ----- | ----- | ----- | ----- |
| 5116  | ↘4869 | ↘4556 | ↘4097 | ↘3937 | ↘3897 | ↘3784 |
| 2013  | 2014  | 2015  | 2016  | 2017  | 2018  | 2019  |
| ↘3719 | ↘3668 | ↘3627 | ↘3593 | ↘3522 | ↘3460 | ↘3383 |
| 2020  | 2021  |       |       |       |       |       |
| ↘3326 | ↘3323 |       |       |       |       |       |

## Инфраструктура
Текстильная ф-ка им. III Интернационала, ремонтно-техническое предприятие, средняя, музыкальная и спортивная школы, б-ца, аптека, Дом культуры, детский сад, дом быта, дом детского творчества, узел связи.

## Религия
В селе три мечети

## Известные уроженцы
- Умеркин, Абдулхак Сагитович
- Абдрезаков, Али Касимович
- Богданов, Хамзя Салимович
- Мангушев, Камиль Ибрагимович — геолог, доктор технических наук, первооткрыватель Ишимбайской нефти;
- Агишев, Рустам Константинович — советский журналист и писатель.
- Ирейкин, Геннадий Григорьевич — Герой Российской Федерации, окончил 10 классов средней школы в посёлке Старотимошкино.
- Бибаев, Ревгат Ибрагимович — советский футболист, защитник, футбольный тренер. Мастер спорта СССР, заслуженный тренер Киргизской ССР (1978).
- Акчурина, Зухра (Биби-Зегра) Асфандияровна — первая татарская журналистка, одна из издателей газеты «Тарджеман».
- Акчурин, Сулейман Абдуллович  — купец первой гильдии, один из крупных суконных фабрикантов Симбирской губернии[21].

Родина деятелей культуры и искусства: Б. Белоусова, Х. А. Волкова, А. И. Юсупова, А. Х. Масагутовой и др.

## Достопримечательности
- В 1973 году, по инициативе А. А. Урмеева, А. А. Азюкова, А. Ш. Шакурова и др., открыт общественный краеведческий музей.
- Памятник воину освободителю, открыт в 1970 г. и обелиск 246 землякам, погибшим в Великой Отечественной войне (1975)[22].
- Родник «Тимай»[23].

## Улицы
- Белоусова пер., ул. Белоусова, ул. Больничный двор, ул. Героя Богданова, ул. Забольничная, Забольничный пер., ул. Калинина, ул. Колхозная, ул. Ленина, ул. Луговая, Механизаторов пер., ул. Микрорайон, ул. Молодежная, ул. Набережная, ул. Новая, ул. Новая Садовая, ул. Подстанция, ул. Полевая, ул. Пролетарская, ул. Садовая, ул. Советская, рп. Старотимошкино, ул. Текстильщиков, Школьный пер., ул. Южная[24]